# Gnomulus segnipes
Espèce
Synonymes
- Pelitnus segnipes Loman, 1892

Gnomulus segnipes est une espèce d'opilions laniatores de la famille des Sandokanidae.

## Distribution
Cette espèce est endémique du Sumatra en Indonésie.

## Description
L'holotype juvénile mesure 4,5 mm.

## Systématique et taxinomie
Cette espèce a été décrite sous le protonyme Pelitnus segnipes par Loman en 1892. Elle est placée dans le genre Gnomulus par Martens et Schwendinger en 1998.

## Publication originale
- Loman, 1892 : « Opilioniden von Sumatra, Java und Flores. » Zoologische Ergebnisse einer Reise in Niederländisch Ost-Indien, Leiden, p. 1–27 (texte intégral).